# هرمون ملوتن بيتا عديد الببتيد

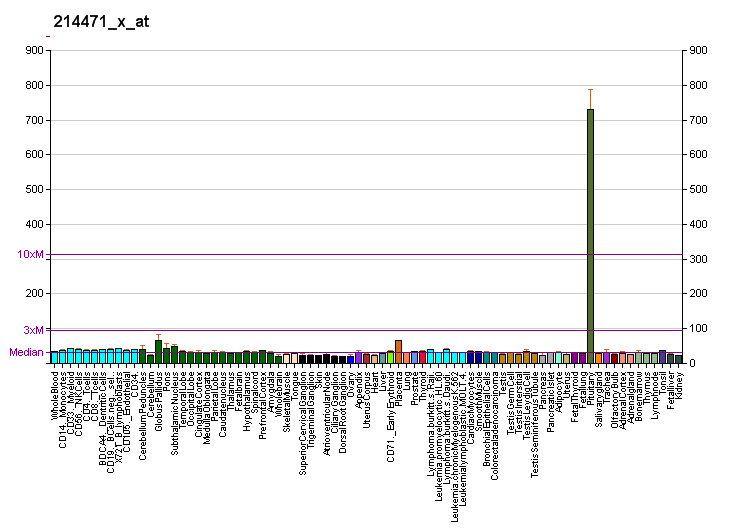

هرمون ملوتن بيتا عديد الببتيد ويرمز له بالرمز (LHB) جينيا، هو أحد أعضاء سلسة بيتا الهرمونية وهو وحيدات من هرمون ملوتن.